# Hồ Baikal
Hồ Baikal (phiên âm tiếng Việt: Hồ Bai-can; tiếng Nga: о́зеро Байка́л, chuyển tự: Ozero Baykal, IPA: [ˈozʲɪrə bɐjˈkal]; tiếng Buryat Nga: Байгал нуур, tiếng Mông Cổ: Байгал нуур, Baygal nuur, nghĩa là "hồ tự nhiên"; tiếng Kyrgyz: Байкол) là hồ đứt gãy lục địa ở Nga, thuộc phía nam Siberi, giữa tỉnh Irkutsk ở phía tây bắc và Cộng hòa Buryatia ở phía đông nam.
Đây là hồ nước ngọt có lượng nước lớn nhất thế giới, chiếm khoảng 22-23% tổng lượng nước ngọt không bị đóng băng quanh năm trên bề mặt thế giới. Với 23.615,39 km3 (5.670 mi khối) nước ngọt, nó nhiều hơn cả năm hồ nước của Ngũ Đại Hồ cộng lại. Độ sâu tối đa của hồ là 1.642 m (5.387 ft), nên Baikal chính là hồ sâu nhất thế giới được coi là một trong số những hồ trong nhất và cũng là hồ lâu đời nhất thế giới. khi nó hình thành cách đây 25-30 triệu năm trước. Xét về diện tích bề mặt, đây là hồ nước lớn thứ bảy trên thế giới.
Tương tự như hồ Tanganyika, hồ Baikal được hình thành từ một thung lũng tách giãn cổ có hình lưỡi liềm dài với diện tích bề mặt 31.722 km2 (12.248 dặm vuông Anh), nhỏ hơn so với hồ Superior hay hồ Victoria. Baikal là nhà của hàng ngàn loài động thực vật, nhiều trong số đó không thể tìm thấy ở nơi nào khác trên thế giới. Chính vì vậy, hồ Baikal đã được UNESCO công nhận là Di sản thế giới vào năm 1996. Khu vực phía đông bờ hồ là nơi sinh sống của các bộ lạc người Buryat, họ chăn nuôi dê, lạc đà, bò và cừu, trong một môi trường khắc nghiệt khi nhiệt độ trung bình tối thiểu vào mùa đông là −19 °C (−2 °F) và tối đa trong mùa hè chỉ là 14 °C (57 °F).
Khu vực phía đông của hồ Baikal được gọi là Ngoại Baikal và khu vực quanh hồ đôi khi được gọi đơn giản là Baikalia.

## Lịch sử
Khu vực Baikal, đôi khi được gọi là Baikalia, đã có một lịch sử lâu dài về sự định cư của con người. Một bộ lạc đc biết đến sớm nhất trong khu vực là người Kurykan.
Nằm trong lãnh thổ cũ phía bắc của người Hung Nô, đây là một trong những nơi diễn ra Chiến tranh Hán-Hung Nô, nơi quân đội của nhà Hán truy đuổi và đánh bại lực lượng Hung Nô từ thế kỷ thứ 2 trước Công nguyên. Họ đã ghi lại rằng, hồ nước là một "biển lớn" và gọi nó là "Bắc Hải" (北海), một trong Tứ Hải của Trung Quốc cổ đại. Bộ lạc người Kurykan nguồn gốc từ Siberi định cư tại đây vào thế kỷ thứ 6 đặt cho nó một cái tên dịch ra có nghĩa là "nhiều nước". Sau này nó được những người Buryat gọi là "Hồ tự nhiên" (Baygal nuur) và "Hồ giàu có" (Bay göl) bởi những người Yakut. Rất ít những người châu Âu biết về hồ nước này cho đến thế kỷ thứ 17, khi lãnh thổ của Nga mở rộng đến đây. Nhà thám hiểm người Nga đầu tiên đến đây là Kurbat Ivanov vào năm 1643.
Sự bành trướng của Sa quốc Nga vào khu vực của người Buryat nằm quanh hồ Baikal từ 1628–58 như là một phần của Cuộc chinh phạt của người Nga ở Siberia. Quân đội Nga theo dòng sông Angara ngược từ Yeniseysk (thành lập năm 1619) và sau đó di chuyển về phía nam từ sông Lena. Người Nga lần đầu tiên nghe nói về lãnh thổ của những người Buryat vào năm 1609 tại Tomsk. Theo truyện dân gian liên quan sau thực tế khoảng một thế kỷ thì vào năm 1623, Demid Pyanda, người có thể là người Nga đầu tiên đến Lena khi đi từ thượng lưu Lena đến Angara và đến Yeniseysk.
Vikhor Savin (1624) và Maksim Perfilyev (1626 và 1627–28) đã khám phá vùng đất của người Tungus ở hạ lưu Angara. Ở phía tây, Krasnoyarsk trên thượng lưu sông Yenisei được thành lập vào năm 1627.  Một số cuộc thám hiểm không có tài liệu được khám phá về phía đông từ Krasnoyarsk. Năm 1628, Pyotr Beketov lần đầu tiên bắt một nhóm người Buryat nộp các cống phẩm (Yasak) tại địa điểm mà sau này là Bratsk. Năm 1629, Yakov Khripunov lên đường từ Tomsk để tìm kiếm một mỏ bạc được đồn đại. Người của ông sớm bắt đầu cướp bóc cả người Nga và người bản địa. Họ có thêm một nhóm bạo loạn khác từ Krasnoyarsk tham gia cùng, nhưng đã rời khỏi vùng đất của người Buryat khi thiếu lương thực. Điều này gây khó khăn cho những người Nga khác khi vào khu vực này. Năm 1631, Maksim Perfilyev xây dựng một pháo đài gỗ (Ostrog) tại Bratsk. Đến năm 1634, Bratsk đã bị phá hủy và quân đồn trú tại đây đều bị giết. Bratsk phục hồi bằng một cuộc viễn chinh chinh phạt dưới thời Radukovskii một năm sau đó. Năm 1638, nó tiếp tục bị bao vây nhưng không thành công.
Năm 1638, Perfilyev đã đi từ Angara qua Ilim đến sông Lena và đi xuôi dòng cho đến tận Olyokminsk. Trở về, ông đã đi thuyền trên sông Vitim vào khu vực phía đông hồ Baikal (1640), nơi ông nghe báo cáo về một đất nước Amur. Năm 1641, Verkholensk được thành lập tại thượng lưu sông Lena. Năm 1643, Kurbat Ivanov đã đi ngược dòng Lena xa hơn nữa về phía thượng nguồn, và ông trở thành người Nga đầu tiên nhìn thấy hồ Baikal và đảo Olkhon. Một nửa nhóm của ông vẫn ở lại hồ, đến Thượng Angara ở phía bắc, và trú đông trên sông Barguzin ở phía đông bắc.
Năm 1644, Ivan Pokhabov đi từ sông Angara đến Baikal, có lẽ trở thành người Nga đầu tiên sử dụng tuyến đường này, vì đây là con đường vô cùng hiểm trở khi có rất nhiều thác ghềnh. Ông băng qua hồ và khám phá hạ lưu sông Selenge. Khoảng năm 1647, ông lặp lại chuyến đi một lần nữa, có người hướng dẫn và đến thăm một 'Tsetsen Khan' gần Ulaabaatar. Năm 1648, Ivan Galkin xây dựng một pháo đài gỗ trên sông Barguzin mà đã trở thành một trung tâm từ đó mở rộng về phía đông. Năm 1652, Vasily Kolesnikov đã báo cáo rằng có thể đến Amur bằng cách theo sông Selenga, Uda và Khilok đến các địa điểm mà sau này là Chita và Nerchinsk. Năm 1653, Pyotr Beketov đi theo tuyến đường mà Kolesnikov sử dụng để đến hồ Irgen phía tây Chita, và mùa đông năm đó, một người của ông có tên là Urasov đã thành lập Nerchinsk. Nerchinsk đã bị phá hủy bởi người Tungus địa phương, nhưng được khôi phục vào năm 1658.
Đường sắt xuyên Sibir được xây dựng giữa năm 1896 đến 1902 băng qua khu vực này thông qua đường sắt Circum-Baikal ở cuối tây nam hồ Baikal cần phải sử dụng 200 cây cầu và 33 đường hầm. Cho đến khi hoàn thành, một chuyến phà đã vận chuyển các toa tàu băng qua hồ từ cảng Baikal đến Mysovaya trong một số năm. Khi đường sắt được xây dựng, một đoàn thám hiểm thủy văn lớn do F.K. Drizhenko lãnh đạo đã vẽ bản đồ đường viền chi tiết đầu tiên của hồ.
Hồ Baikal trở thành một chiến trường nhỏ giữa Quân đoàn Tiệp Khắc và Hồng Quân Liên Xô vào năm 1918. Vào những thời điểm hồ bị đóng băng, có thể đi bộ qua hồ mặc dù nguy cơ bị bỏng lạnh và hạ thân nhiệt có thể gây chết người bởi những cơn gió lớn và lạnh thổi qua mà không bị cản trở trên những dải băng phẳng. Vào mùa đông năm 1920, lực lượng Bạch Vệ rút lui khi băng qua hồ Baikal đóng băng. Gió trên mặt hồ khi ấy rất lạnh khiến nhiều người chết và bị đóng băng tại chỗ cho đến khi tan băng vào mùa xuân. Bắt đầu từ năm 1956, đập Irkutsk trên sông Angara được xây dựng khiến mực nước trong hồ nâng lên cao đã nâng mực nước hồ lên 1,4 m (4,6 ft).

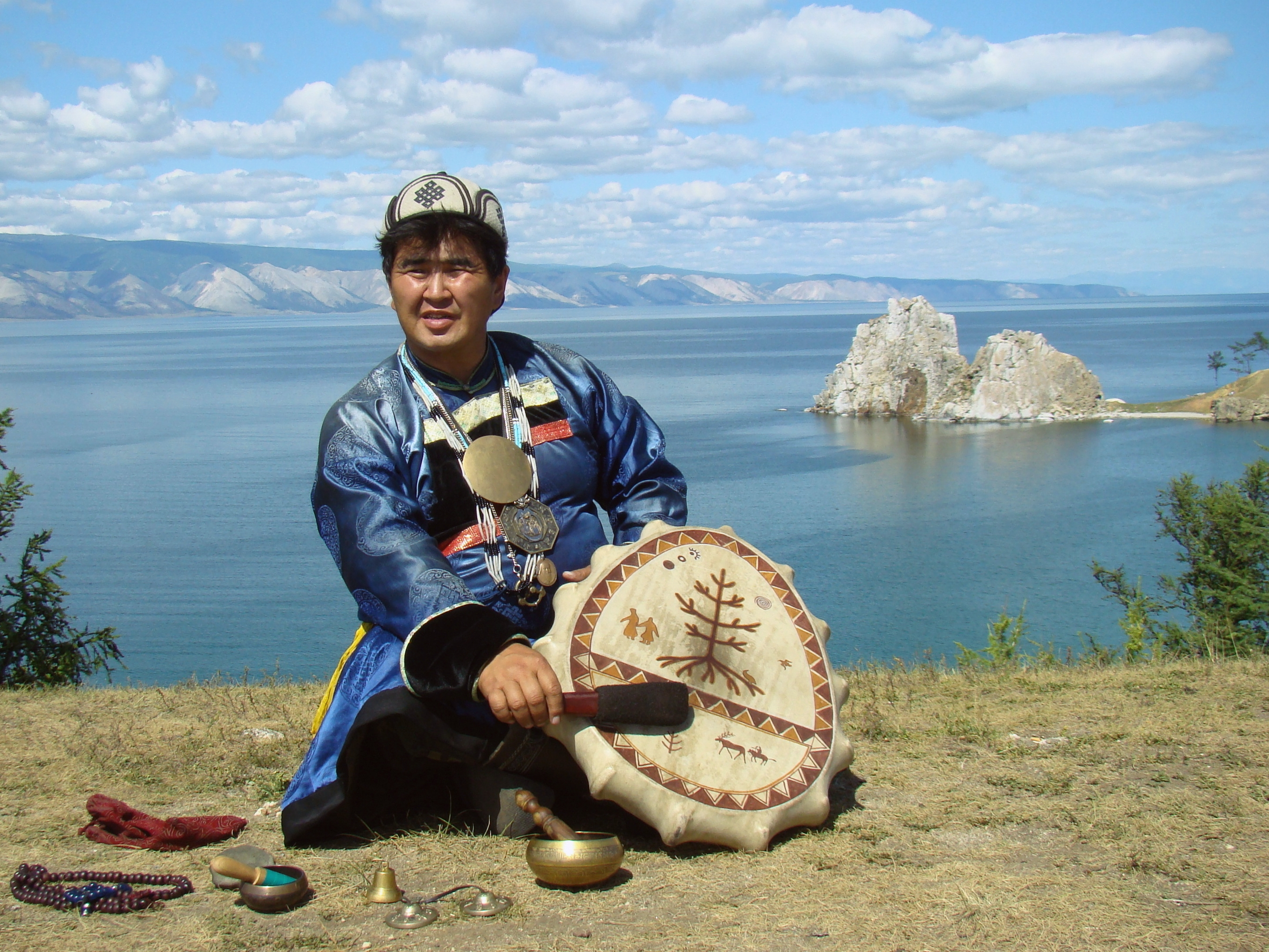
Buryat Shaman giáo trên đảo Olkhon
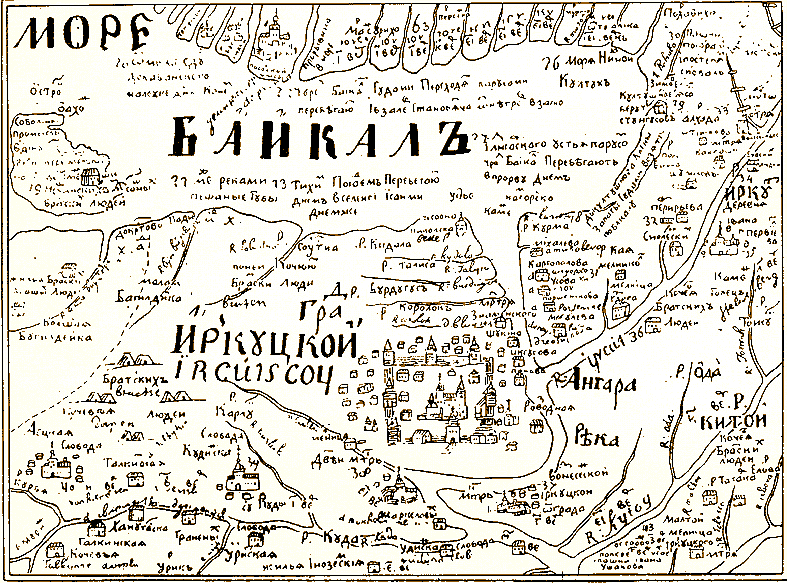
Bản đồ circa 1700, mô tả Baikal (không theo tỉ lệ) phía trên
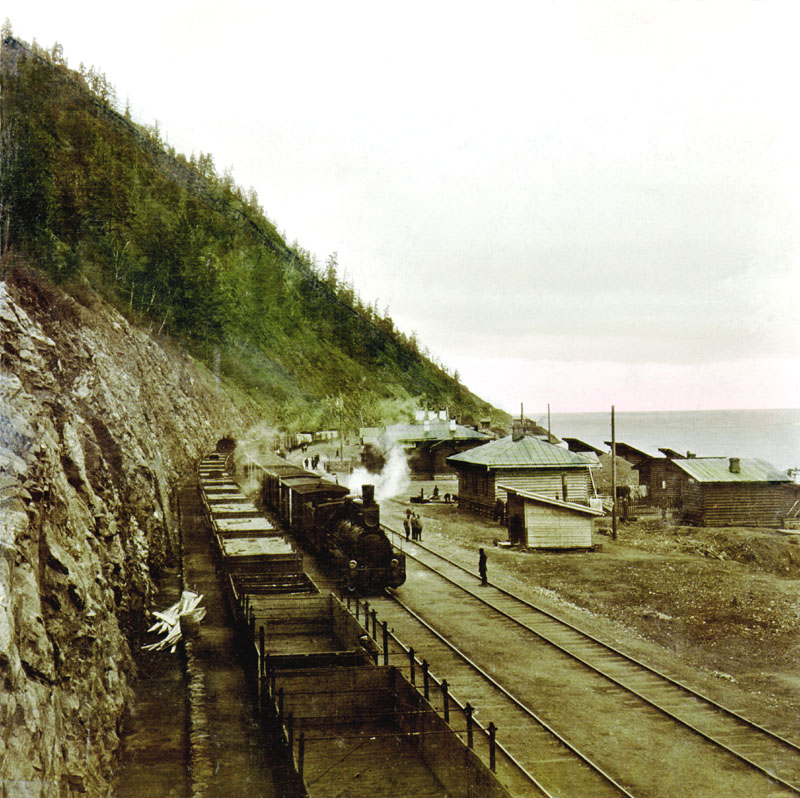
Đầu máy hơi nước trên đường sắt Circum-Baikal
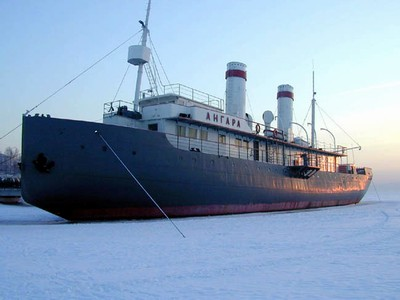
Angara [ru] được ra mắt vào năm 1900 và là một trong những tàu phá băng lâu đời nhất còn sót lại.

## Địa lý và thủy văn
Hồ Baikal nằm trong một thung lũng tách giãn được hình thành bởi Đới tách giãn Baikal, nơi vỏ Trái Đất dần tách ra. Với chiều dài 636 km (395 mi) và chiều rộng 79 km (49 mi) và diện tích 31.722 km2 (12.248 dặm vuông Anh), hồ Baikal có diện tích bề mặt lớn hơn bất kỳ hồ nước ngọt nào khác tại châu Á và là hồ sâu lớn nhất thế giới với độ sâu 1.642 m (5.387 ft) dưới mực nước biển. Phần đáy của hồ sâu 1.186,5 m (3.893 ft) dưới mực nước biển, song bên dưới đó là 7 km (4,3 mi) trầm tích, vì thể điểm đáy của đứt gãy sâu 8–11 km (5,0–6,8 mi) dưới mặt đất xung quanh: và là đứt gãy trên lục địa sâu nhất trên Trái Đất. Theo quan điểm địa chất, đứt gãy này vẫn còn trẻ và đang hoạt động, nó mở rộng khoảng 2 cm mỗi năm. Đớt đứt gãy này cũng có hoạt động động đất, ngoài ra cũng có các suối nước nóng trong khu vực quanh hồ. Hồ Baikal được phân thành ba bồn hay bể: Bắc, Trung và Nam, với độ sâu tương ứng là 900 m (3.000 ft), 1.600 m (5.200 ft), và 1.400 m (4.600 ft). Bồn Bắc và Trung tách biệt nhau qua dãy Academician trong khi khu vực quanh đồng bằng Selenga và vùng yên ngựa Buguldeika tách biệt bồn Trung và Nam. Hồ thoát nước qua sông Angara, một chi lưu của sông Enisei. Địa hình đáng chú ý tại hồ Baikal là Mũi Ryty nằm trên bờ tây bắc.
Hồ Baikal ước tính có tuổi đời từ 25-30 triệu năm trước khiến nó trở thành hồ nước lâu đời nhất thế giới.
Bao quanh hồ nước là những dãy núi. Phía bắc là Dãy núi Baikal, đông bắc là dãy Barguzin, rừng Taiga bao quanh và hồ được bảo vệ bởi rất nhiều các vườn quốc gia, khu bảo tồn thiên nhiên. Trong hồ nước là 27 hòn đảo lớn nhỏ khác nhau, lớn nhất trong số đó là đảo Olkhon dài 72 km (45 mi) là đảo hồ lớn thứ ba thế giới. Hồ nước được nuôi dưỡng bởi 330 con sông lớn nhỏ. Những dòng chính chảy trực tiếp vào Baikal là sông Selenga, Barguzin, Thượng Angara, Turka, Sarma và Snezhnaya. Sông Angara là cửa thoát nước duy nhất của hồ Baikal.
Hồ được bao quanh bởi những ngọn núi; Dãy núi Baikal ở bờ phía bắc, dãy Barguzin ở bờ đông bắc và các cánh rừng taiga được bảo vệ như một công viên quốc gia. Hồ có 27 hòn đảo; lớn nhất là hồ Olkhon, dài 72 km (45 dặm) và là hòn đảo trên hồ lớn thứ ba thế giới. Hồ được 330 dòng sông chảy vào. Những con sông chính chảy trực tiếp vào hồ Baikal là Selenga, Barguzin, Upper Angara, Turka, Sarma và Snezhnaya. Nó được dẫn lưu thông qua một lối thoát duy nhất, Angara.

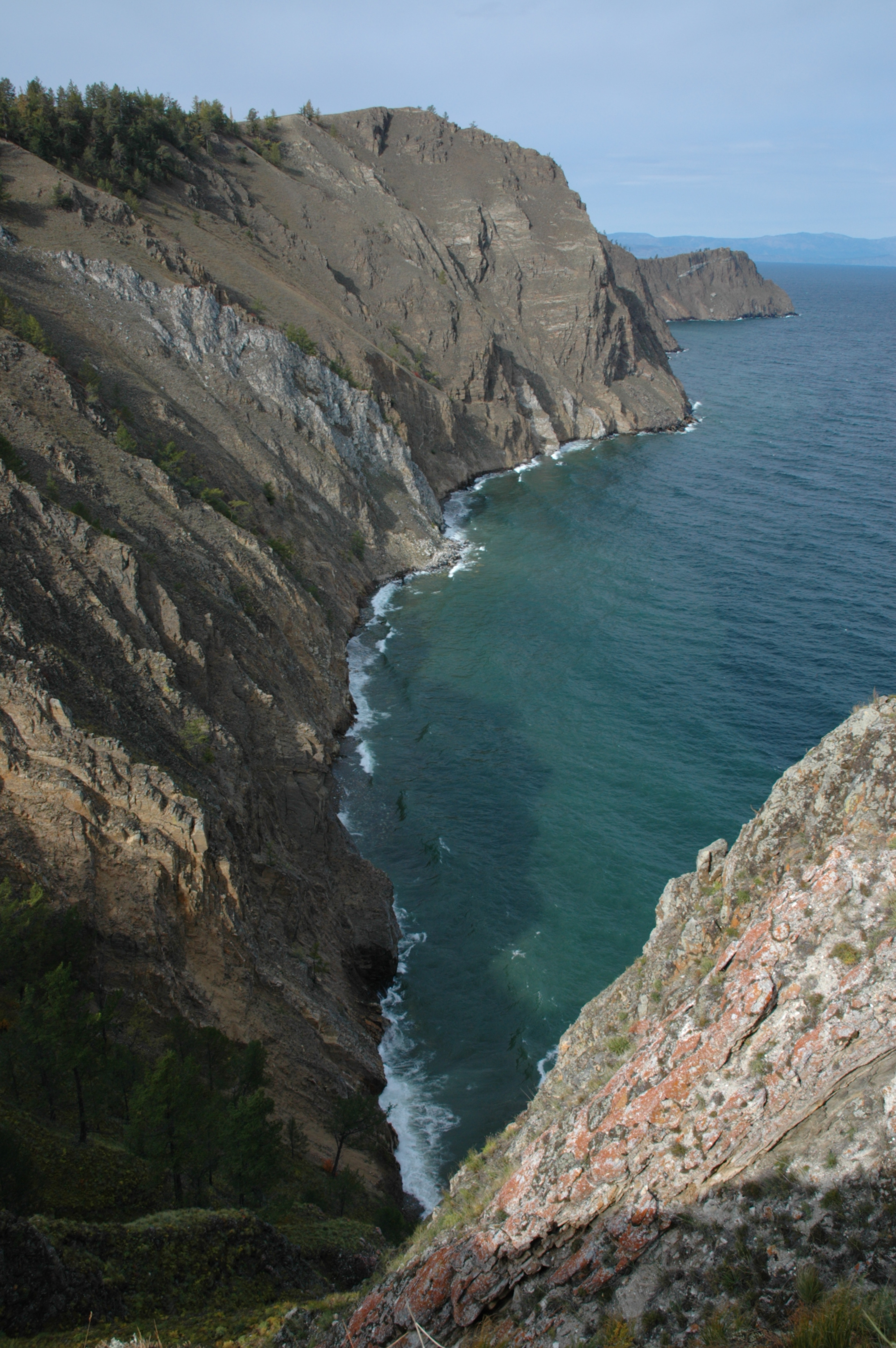
Vách đá ở đảo Olkhon
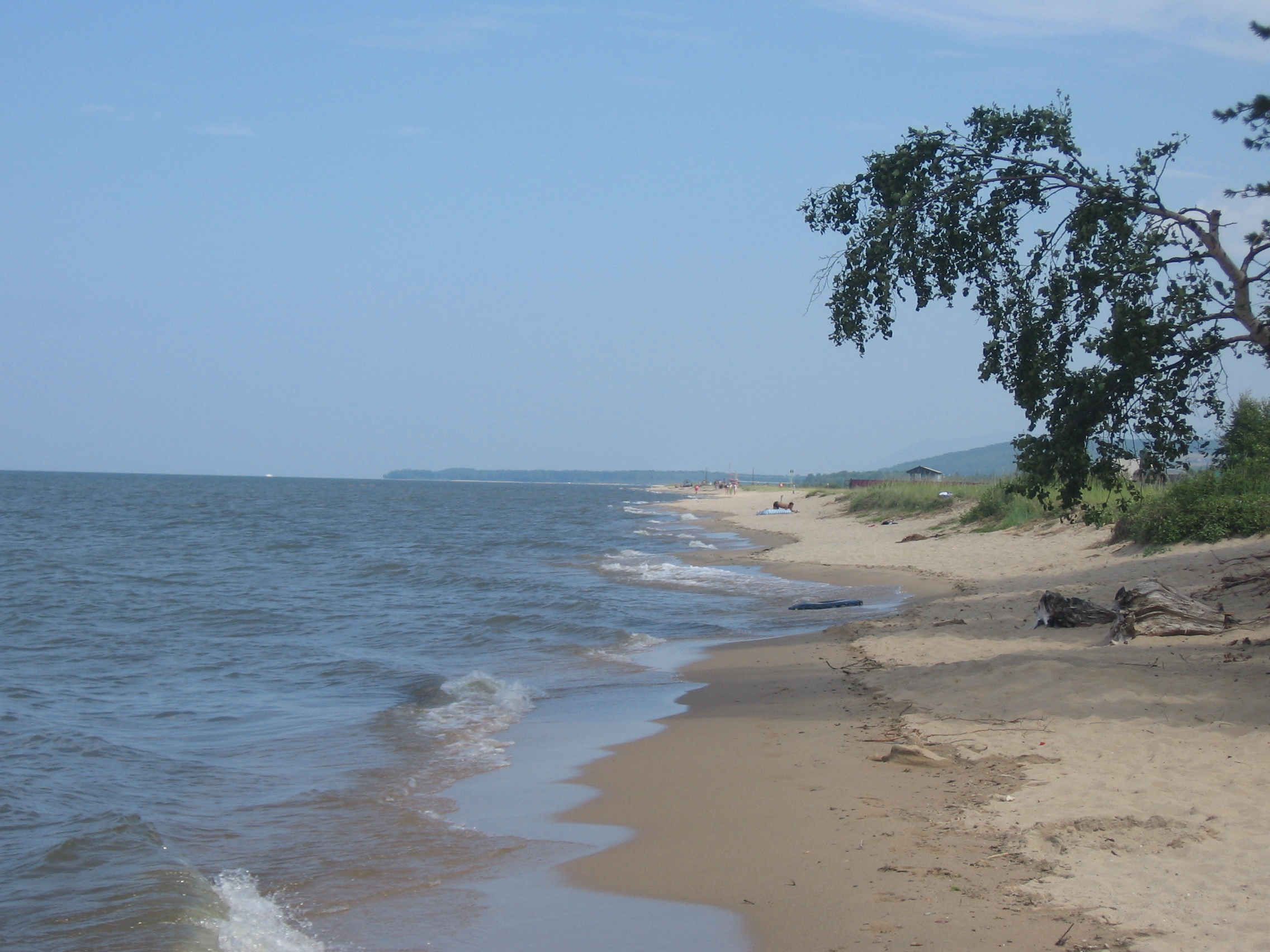
Một "bãi biển" có cát ở Kabansky
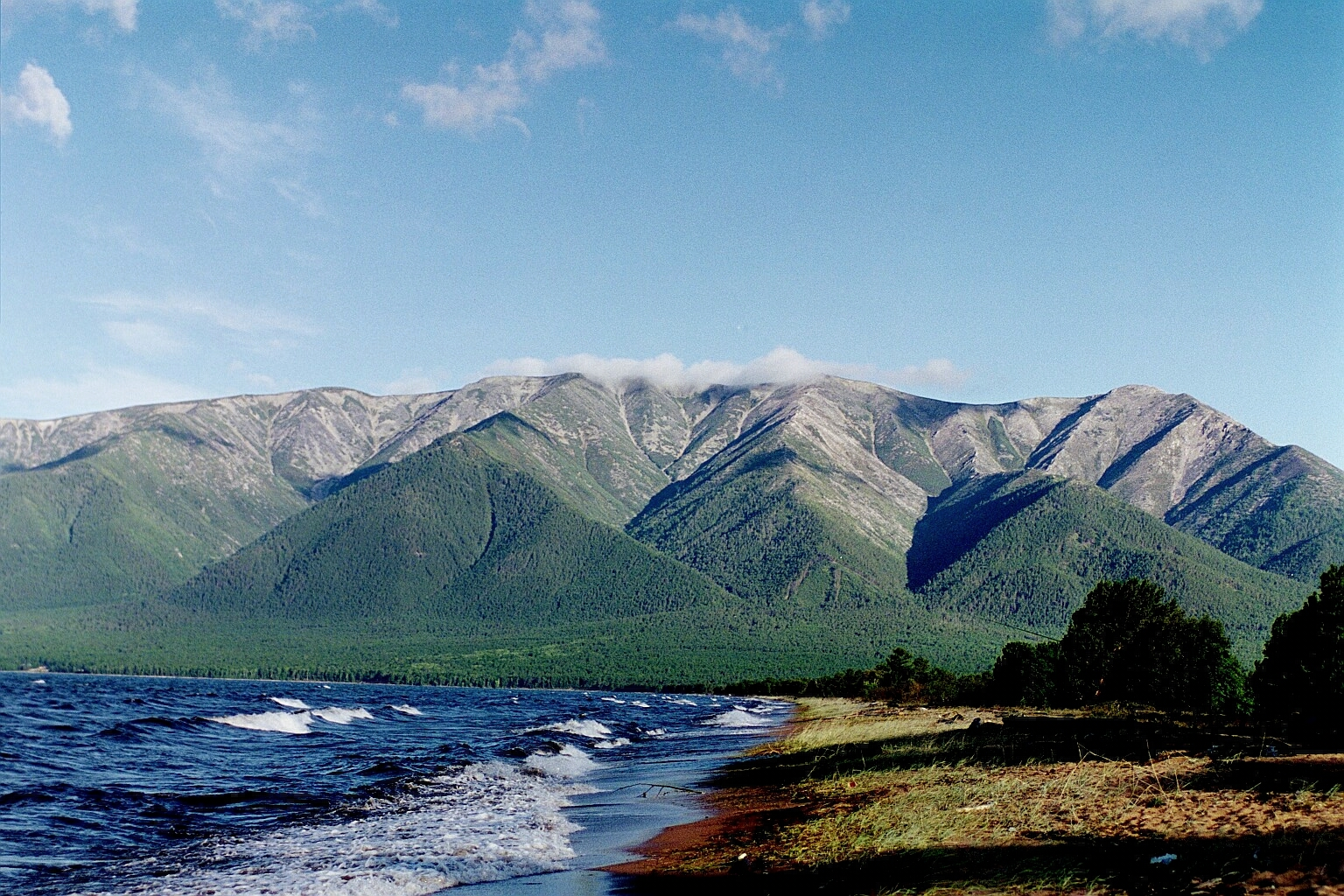
Các ngọn núi ở bán đảo Svyatoy Nos, vườn quốc gia Zabaykalsky
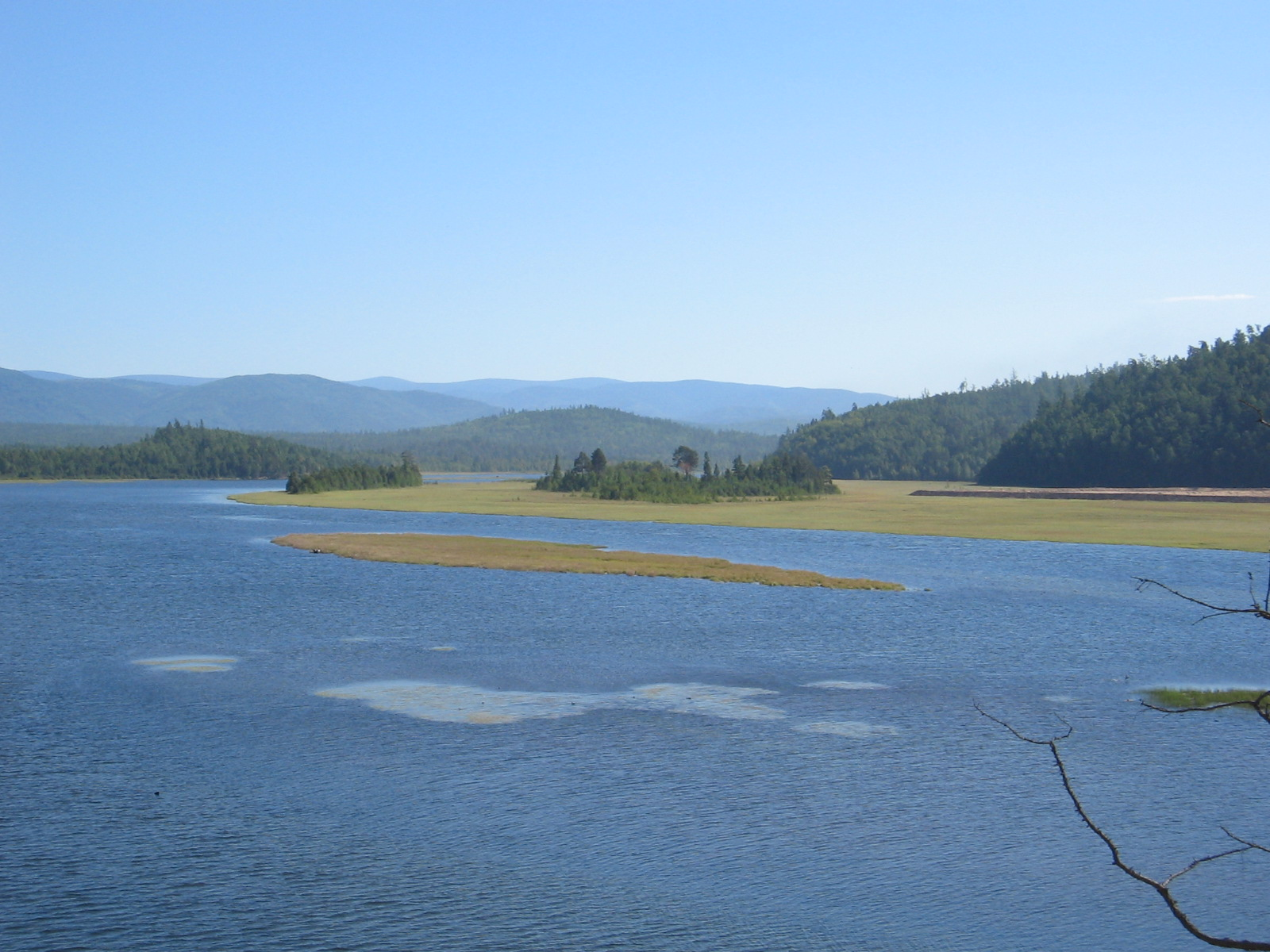
Cửa sông Turka trước khi đổ vào hồ Baikal

### Đặc điểm của nước

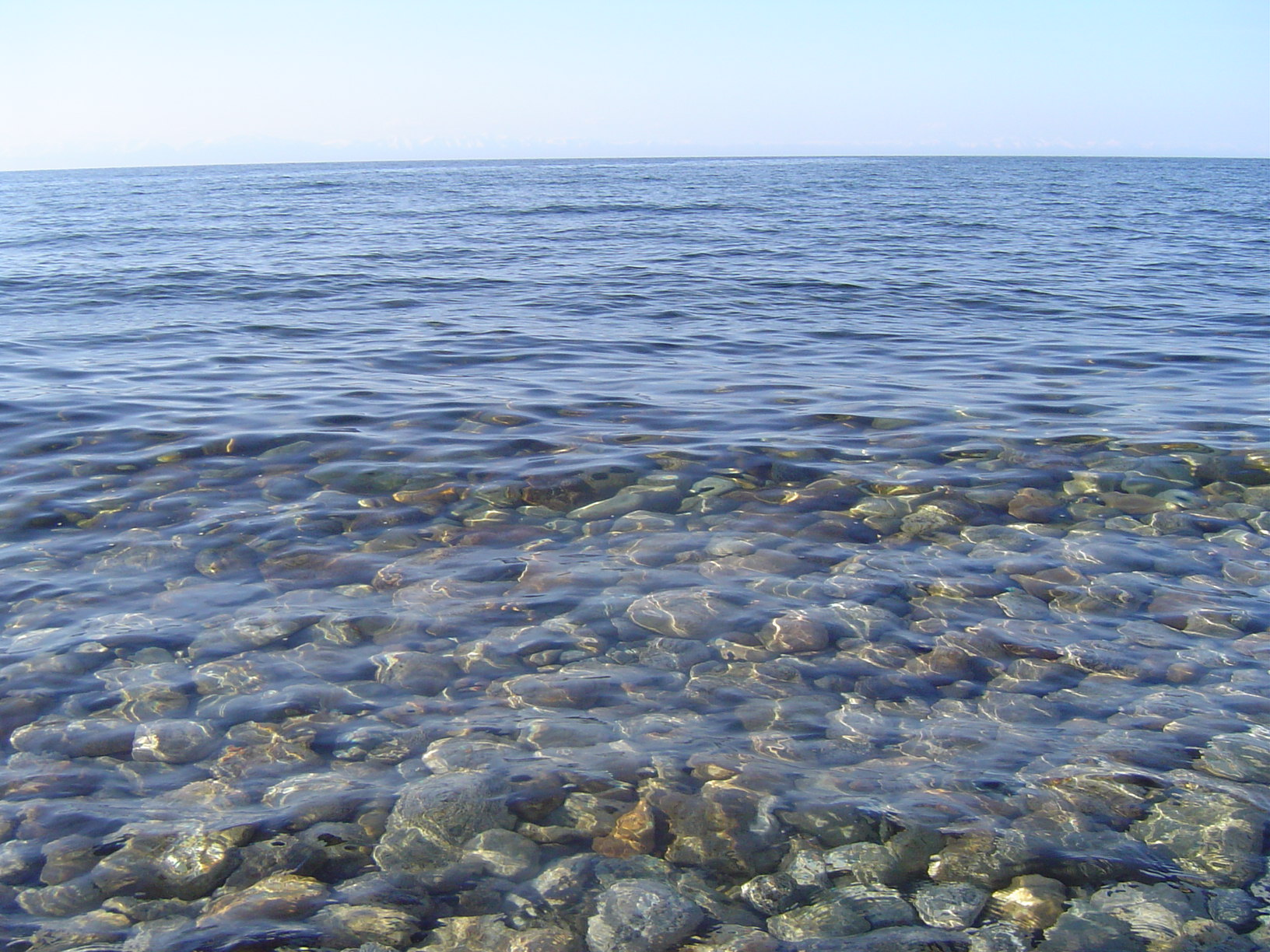
Nước trong hồ Baikal đặc biệt trong

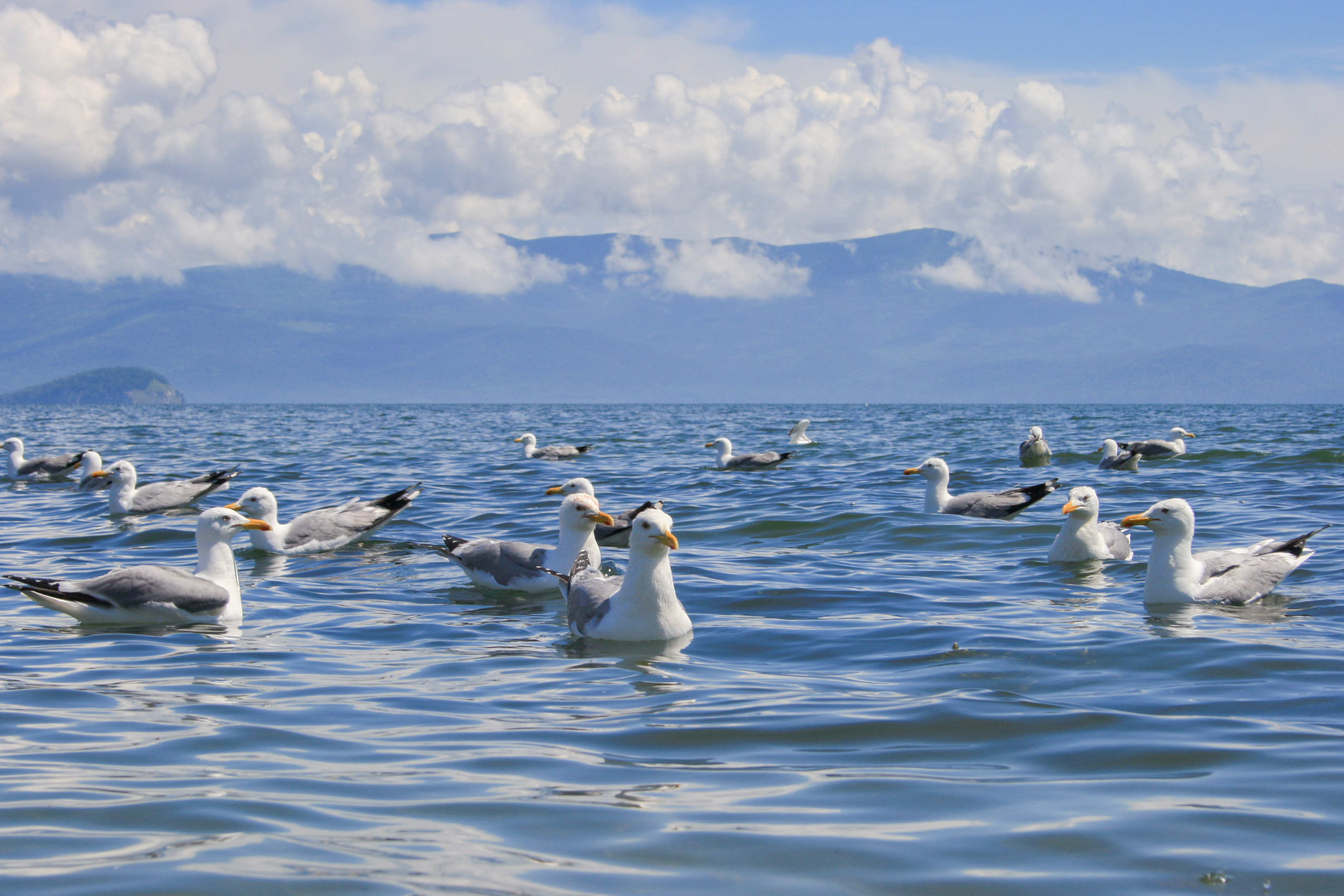
Mòng biển Vega trên hồ Baikal

Baikal là một trong những hồ nước trong nhất thế giới. Vào mùa đông, ở những khu vực mở, độ trong của nó có thể thấy được độ sâu từ 30–40 m (100–130 ft) nhưng trong suốt mùa hè, thường là chỉ ở mức từ 5–8 mét (15–25 ft). Hồ Baikal rất giàu Oxy, ngay cả ở những khu vực nước sâu, tách ra khỏi những khối phân tầng nước rõ rệt như tại Hồ Tanganyika và Biển Đen.
Ở hồ Baikal, nhiệt độ nước thay đổi đáng kể tùy thuộc vào vị trí, độ sâu và thời gian trong năm. Trong mùa đông và mùa xuân, bề mặt đóng băng trong khoảng từ 4-5 tháng, bắt đầu từ tháng 1 cho đến đầu tháng 5-6 (chậm nhất ở phía bắc) khi mặt hồ phủ đầy băng. Trung bình, lớp băng có độ dày từ 0,5–1,4 m (1,6–4,6 ft) nhưng tại một số gò băng nổi có thể lên đến 2 m (6,6 ft). Trong giai đoạn này, nhiệt độ tăng chậm theo độ sâu của hồ, lạnh nhất gần bề mặt băng bao phủ cho đến độ sâu từ 200–250 m (660–820 ft) với nhiệt độ 3,5–3,8 °C (38,3–38,8 °F). Sau khi lớp băng nứt ra, bề mặt hồ được làm ấm dần lên bởi Mặt trời từ tháng 5-6 cho đến độ sâu 300 m (980 ft) nhưng nhiệt độ cũng chỉ dao động quanh 4 °C (39 °F) bởi sự hòa trộn nước. Mặt trời tiếp tục làm nóng bề mặt nước và đạt cực đại vào tháng 8 khi nước trong hồ đạt 16 °C (61 °F) tại khu vực nước mở, 20–24 °C (68–75 °F) tại bãi cạn và phía nam hồ. Trong thời gian này, mô hình được đảo ngược so với mùa đông và mùa xuân, khi nhiệt độ nước tỉ lệ nghịch với độ sâu. Khi mùa thu bắt đầu, nhiệt độ bề mặt lại giảm xuống ở quanh ngưỡng 4 °C (39 °F) cho đến dưới 300 m (980 ft) vào tháng 10 tháng 11. Ở những nơi có độ sâu từ 300 mét trở lên, nhiệt độ ổn định từ 3,1–3,4 °C (37,6–38,1 °F).
Nhiệt độ trung bình của bề mặt hồ đã tăng gần 1,5 °C (2,7 °F) trong 50 năm qua khiến thời gian băng bao phủ hồ cũng ngắn lại. Tại một số địa điểm có những miệng phun thủy nhiệt là nơi có dòng nước đạt đến 50 °C (122 °F). Chúng chủ yếu nằm ở vùng nước sâu, nhưng tại hồ Baikal thì một số vùng nước tương đối nông cũng tìm thấy. Chúng rất ít ảnh hưởng đến nhiệt độ của hồ vì khối lượng khổng lồ của hồ Baikal.
Hiện tượng mưa bão trên hồ khá phổ biến, đặc biệt là trong mùa hè và mùa thu, và có thể hình thành những con sóng trong hồ cao đến 4,5 m (15 ft).

## Động thực vật

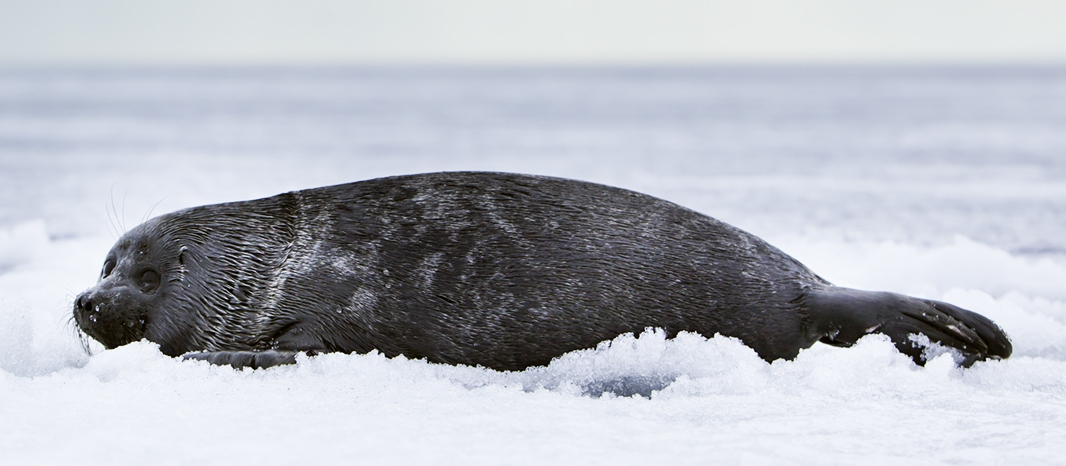
Hải cẩu Baikal là loài đặc hữu ở hồ Baikal.

Hồ Baikal có sự đa dạng sinh học cao là nơi có hơn 1.000 loài thực vật và 2.500 loài động vật, nhưng trên thực tế con số này còn cao hơn đáng kể. Hơn 80% loài động vật tại đây là loài đặc hữu.

### Thực vật
Khu vực quanh hồ là nơi có nhiều loài hoa. Trong đó loài Kế đầm châu Âu được tìm thấy ở giới hạn phía đông của hồ. Hầu hết, thực vật thủy sinh có mạch hầu hết không có, ngoại trừ ở một số vịnh cạn dọc theo bờ hồ Baikal. Hơn 85 loài thủy sinh chìm được ghi nhận là có mặt tại đây gồm các Chi Rong đuôi chó, Cỏ đuôi chó, Rong mái chèo, Cỏ Hòa thảo. Các loài xâm lấn như Elodea canadensis đã được đưa đến hồ vào những năm 1950. Thay vì thực vật có mạch, hệ thực vật thủy sinh thường bị chi phối bởi một số loài tảo lục, đáng chú ý nhất là Draparnaldioides, Tetraspora và Ulothrix tại những khu vực nước nông dưới 20 m (65 ft), mặc dù một số loài  Aegagrophila, Cladophora và Draparnaldioides cũng có thể được tìm thấy tại khu vực có độ sâu hơn 30 m (100 ft). Ngoại trừ loài Ulothrix thì tất cả các loài khác đều là loài tảo đặc hữu. Có hơn 400 loài tảo cát, sinh vật đáy và sinh vật phù du được tìm thấy trong hồ, một nửa trong số chúng là loài đặc hữu của hồ Baikal, tuy nhiên không có sự chắc chắn về phân loại nhóm của các loài này.

### Động vật

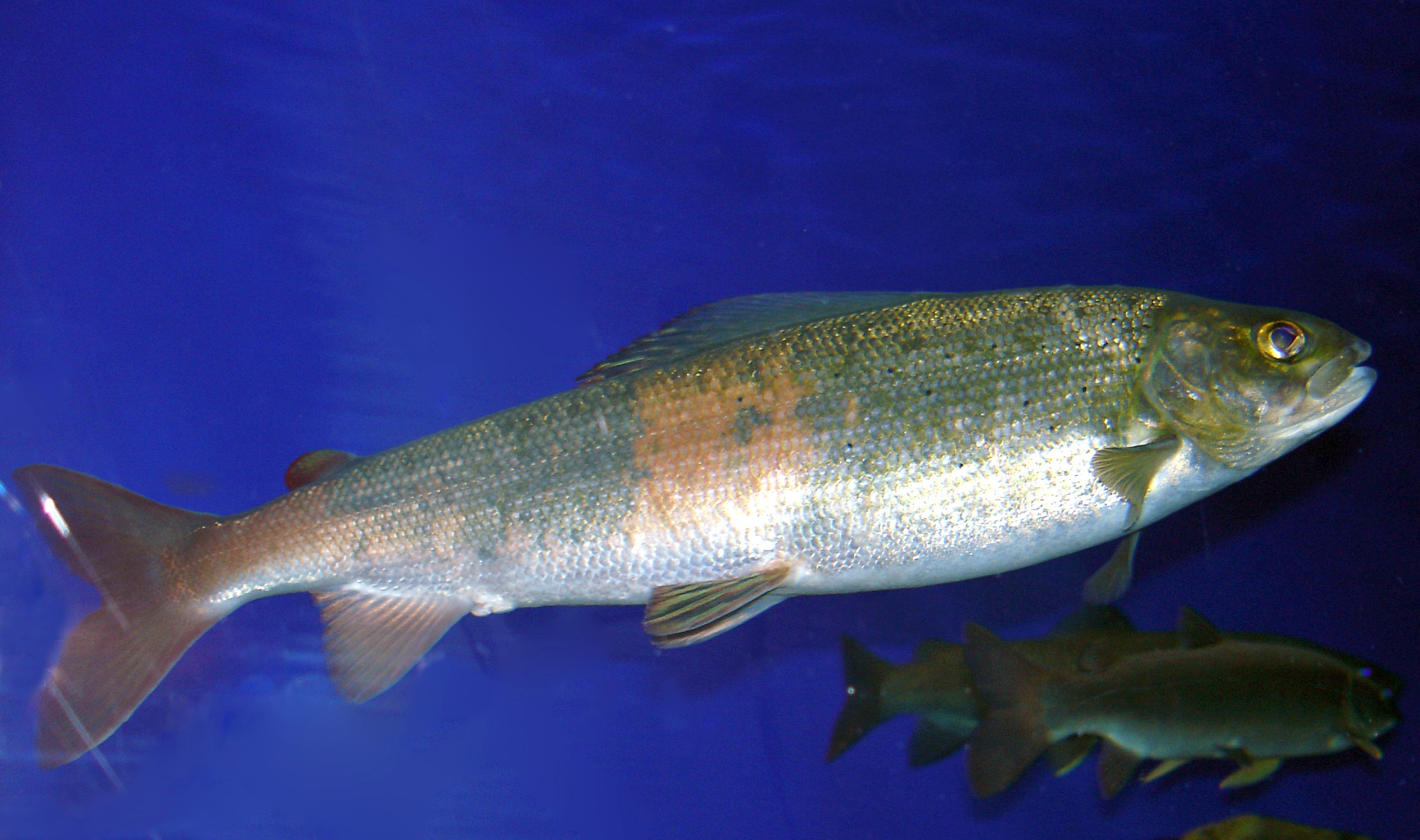
Hai phân loài cá Cá hồi Thyman (Thymallus baikalensis và T. brevipinnis) chi được tìm thấy tại hồ và các dòng sông đổ vào hồ.

Nổi tiếng nhất và được tìm thấy trong khắp vùng hồ là loài Hải cẩu Baikal. Đây là một trong ba quần thể hải cẩu sống hoàn toàn trong khu vực nước ngọt trên thế giới, hai phân loài còn lại của Hải cẩu đeo vòng tại Bắc Âu. Chúng được cho đã di chuyển đến đây từ Bắc Băng Dương hơn 800.000 năm trước, những chú hải cẩu nhỏ da trơn này đã trở thành biểu tượng của vùng di sản thiên nhiên Baikal diệu kỳ. Sự ô nhiễm và nạn săn bắt bởi những người Buryat đã làm giảm phần lớn số lượng loài này. Hiện chỉ còn khoảng 60.000 con đang sinh sống trong hồ, giảm hơn 100.000 con so với vài năm trước. Hải cẩu Baikal hay ẩn náu nên rất khó quan sát. Du khách đến đây thường chọn cách đến thăm vườn nuôi ở Irkutsk hoặc Listvyanka.
Một số loài động vật có vú khác sống ở quanh hồ còn có Gấu nâu Á Âu, Sói Á Âu, Cáo đỏ, Chồn zibelin, Chồn ecmin, Nai sừng tấm Á-Âu, Nai Altai, Tuần lộc, Hoẵng Siberia, Hươu xạ Siberia, Lợn rừng, Sóc đỏ, Marmota, Sóc chuột Siberia, Chuột Lemming, Thỏ núi. Cho đến Sơ kỳ Trung Cổ, loài Bò bison châu Âu có mặt ở phần cực đông của hồ nhưng cho đến ngày nay, chúng đã hoàn toàn biến mất.
Hồ Baikal có 236 loài chim, trong đó có 29 loài là loài chim sống ở mặt nước. Mặc dù được đặt tên theo hồ, cả hai loài mòng két Baikal và chích chòe bụi rậm Baikal đều phổ biến ở Đông Á.
Đây cũng là có dưới 65 loài cá bản địa nhưng hơn một nửa trong số chúng là loài đặc hữu. Một số loài không được tìm thấy ở bất cứ nơi nào khác trên thế giới như Cá bống nước sâu, Cá mỡ Baikal, Cá bống đầu to. Chúng là những loài thuộc Họ Cá bống biển có chiều dài dưới 20 cm (8 in). Đặc biệt là hai phân loài của Cá mỡ Baikal thường sống ở vùng nước sâu từ 100–500 m (330–1.640 ft) nhưng lại có thể tìm thấy ở khu vực nước nông hoặc sâu hơn nhiều so với tầng nước thường thấy chúng. Chúng là loài cá nước ngọt sống sâu nhất thế giới khi xuất hiện gần đáy hồ Baikal. Chúng là nguồn thức ăn chính của loài Hải cẩu Baikal và đại diện cho sinh khối cá lớn nhất trong hồ.
Loài bản địa quan trọng nhất đối với những ngư dân là Cá hồi Omul, một loài Cá hồi trắng đặc hữu. Nó được đánh bắt sau đó đem xông khói và bán ở các chợ quanh hồ. Một loài đặc hữu khác là Cá hồi trắng Baikal, hai phân loài của Cá hồi Thyman, Cá tầm Baikal và đều là những loài quan trọng có giá trị thương mại của lưu vực hồ Baikal.
Hồ Baikal chứa hệ động vật không xương sống đặc hữu gồm động vật phù du, 350 loài và phân loại động vật giáp xác mềm thuộc Amphipoda, Ostracoda (phần lớn đều là loài đặc hữu), 150 loài Ốc nước ngọt (trong đó có 117 loài đặc hữu), 200 loài Giun đốt (160 loài đặc hữu), 18 loài bọt biển (14 loài đặc hữu).

## Nghiên cứu

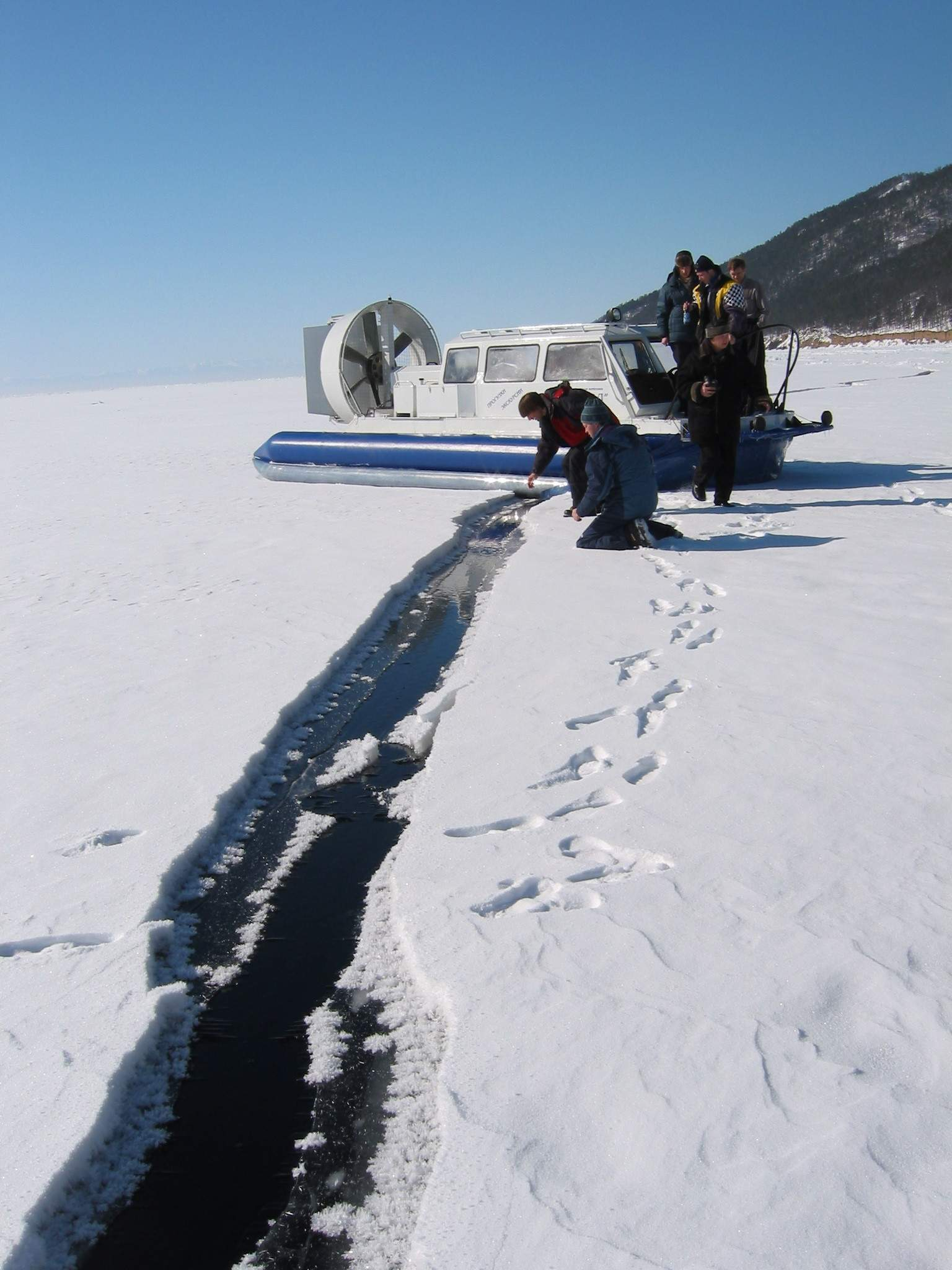
Khảo sát lớp phủ băng trên hồ

Một số tổ chức đang thực hiện các dự án nghiên cứu tự nhiên trên hồ Baikal. Hầu hết trong số họ là chính phủ hoặc liên kết với các tổ chức chính phủ. Trung tâm nghiên cứu Baikalian là một tổ chức nghiên cứu độc lập thực hiện các dự án nghiên cứu về môi trường, giáo dục và nghiên cứu tại hồ Baikal.
Vào tháng 7 năm 2008, Nga đã gửi hai tàu lặn nhỏ Mir-1 và Mir-2 xuống độ cao 1.592 m (5.223 ft) xuống đáy hồ Baikal để tiến hành các thử nghiệm địa chất và sinh học trên hệ sinh thái độc đáo của mình. Mặc dù ban đầu được báo cáo là thành công, họ đã không lập kỷ lục thế giới về lần lặn sâu nhất nước ngọt, đạt độ sâu chỉ 1.580 m (5.180 ft). Kỷ lục đó hiện đang được Anatoly Sagalevich nắm giữ, ở độ cao 1.637 m (5.371 ft) (cũng ở hồ Baikal trên tàu chìm của Song Ngư vào năm 1990). Nhà khoa học Nga và chính trị gia liên bang Artur Chilingarov, người lãnh đạo phái bộ, đã tham gia vào cuộc lặn Mir cũng như nhà lãnh đạo Nga Vladimir Putin.
Từ năm 1993, nghiên cứu về neutrino đã được thực hiện tại Kính thiên văn neutrino dưới hồ Baikal (BDUNT). Kính thiên văn Baikal Neutrino NT-200 đang được triển khai ở hồ Baikal, cách bờ 3,6 km (2,2 mi) ở độ sâu 1,1 km (0,68 mi). Nó bao gồm 192 mô-đun quang.

## Kinh tế

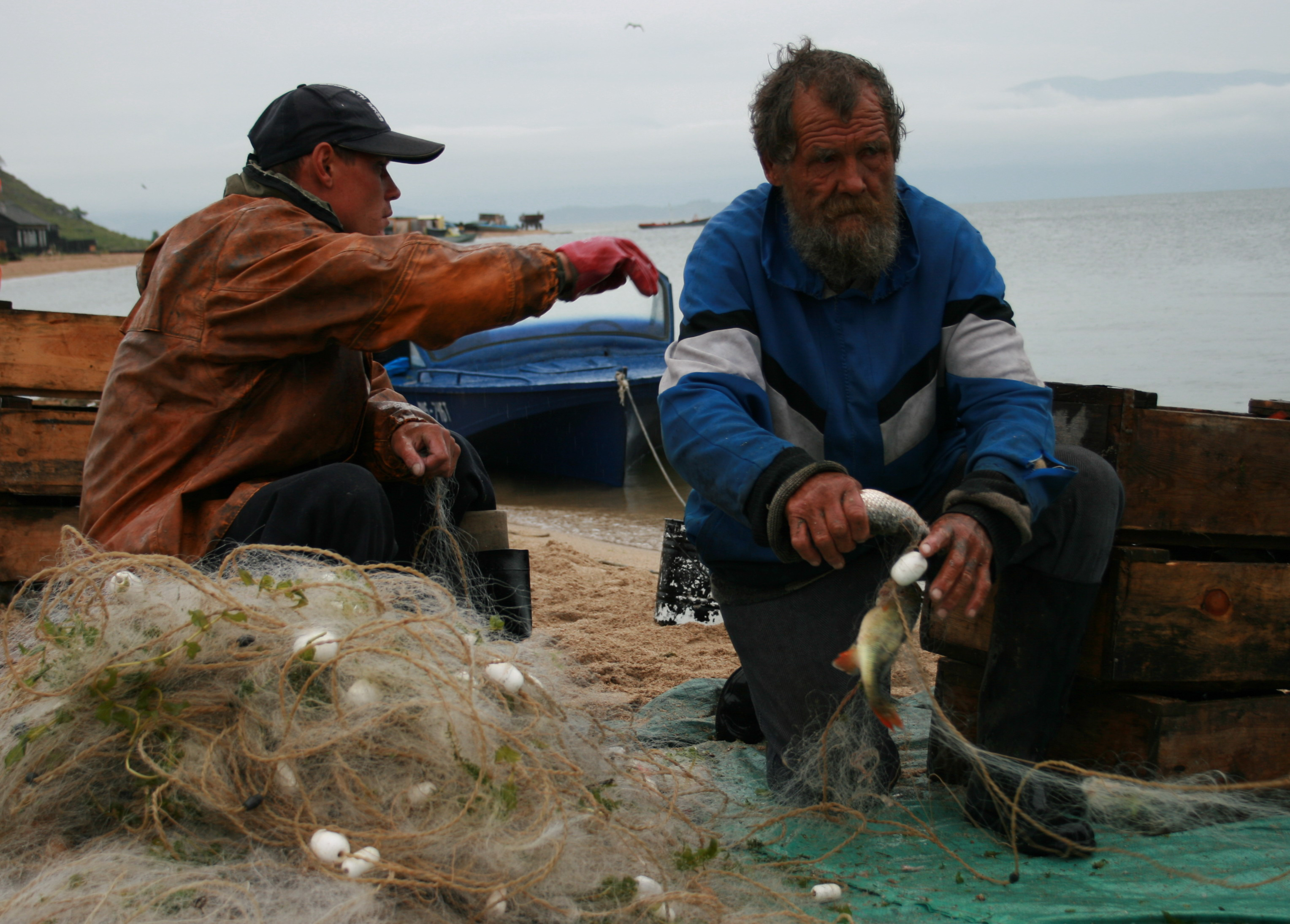
Ngư dân tại Baikal chỉ được phép đánh bắt 15 loại cá trong thương mại, sản lượng chủ yếu là từ loài Cá hồi trắng Omul.

Hồ Baikal được mệnh danh là "Hòn ngọc của Siberia" và "Galapagos của Nga" đã thu hút các nhà đầu tư du lịch khi doanh thu năng lượng gây ra sự bùng nổ kinh tế. Grand Baikal của Viktor Grigorov tại Irkutsk là một trong những nhà đầu tư, người đã lên kế hoạch xây dựng ba khách sạn, tạo ra 570 việc làm. Năm 2007, chính phủ Nga tuyên bố vùng Baikal là đặc khu kinh tế. Một khu nghỉ mát nổi tiếng ở Listvyanka là nhà lịch sử bảy tầng có tên là Khách sạn Mayak.  Ở phía bắc của hồ, một tổ chức phi chính phủ của Đức có tên Baikalplan đã hợp tác xây dựng với Chính phủ Nga Đường mòn khám phá bờ hồ Frolikha, một con đường dài 100 km (62 mi) là ví dụ cho sự phát triển bền vững trong khu vực. Baikal cũng được UNESCO công nhận là Di sản thế giới vào năm 1996. Rosatom cũng đã lên kế hoạch xây dựng một phòng thí nghiệm gần Baikal, kết hợp với một nhà máy Uranium trị giá 2,5 tỷ đôla đem đến 2.000 việc làm tại thành phố Angarsk.
Hồ Baikal là một điểm đến phổ biến của khách du lịch từ khắp nơi trên thế giới. Theo Cơ quan Thống kê Liên bang Nga, thì năm 2013 đã có 79.179 khách du lịch nước ngoài đến thăm Irkutsk và hồ Baikal. Con số này vào năm 2014 đã tăng lên 146.937 khách. Những nơi phổ biến nhất để du khách tận hưởng cảnh quan tuyệt đẹp của hồ là tại Listvyanka, đảo Olkhon, mũi Kotelnikovsky, Baykalskiy Priboi, khu nghỉ mát Khakusy và làng Turka. Tuy cơ sở hạ tầng chưa phát triển nhưng nó ngày càng trở thành một địa điểm thu hút khách du lịch nhờ vào chất lượng dịch vụ cùng sự thoải mái khi ngắm nhìn cảnh sắc tự nhiên và đi bộ đường dài.
Con đường trên băng đến đảo Olkhon là con đường trên băng được phép duy nhất trên hồ Baikal. Nó được chuẩn bị bởi các chuyên gia hàng năm và mở cửa khi điều kiện thời tiết cho phép. Năm 2015, con đường trên băng này mở từ ngày 17 tháng 2 đến ngày 23 tháng 3. Độ dày của băng trên đường khoảng 60 cm (24 in), sức chịu tối đa là 10 tấn mở từ 9 - 18 giờ. Con đường này dài 12 km (7,5 dặm) bắt đầu từ làng Kurkut bên hồ, đến Irkutskaya Guba trên đảo Olkhon.

## Du lịch sinh thái

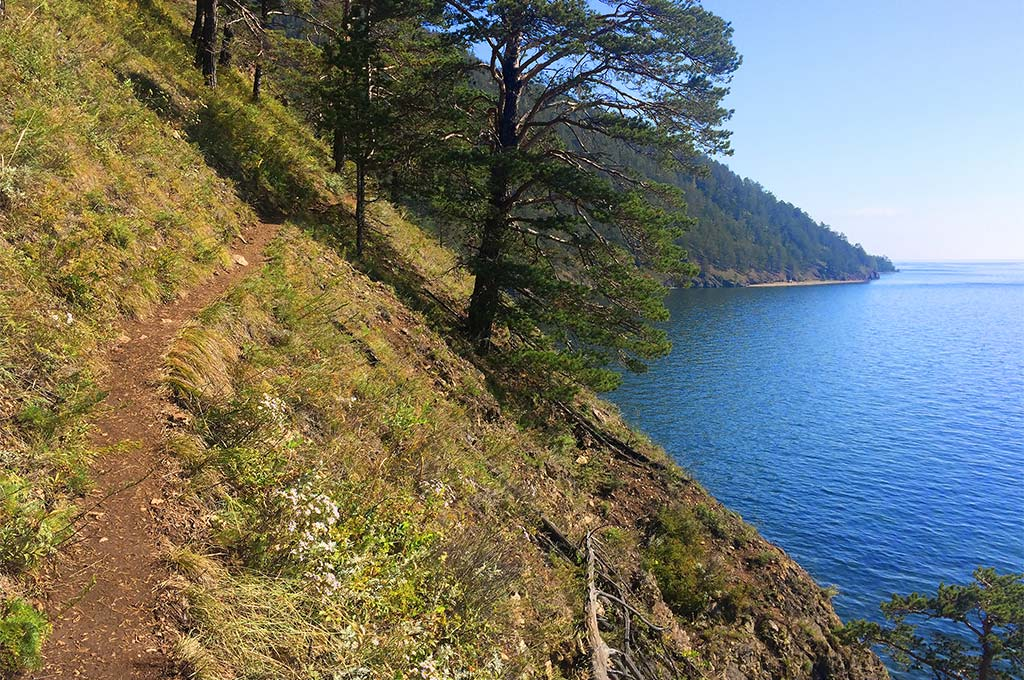
Đường mòn Đại Baikal chạy từ Litvyanka đến Bolshoe Goloustnoye dọc theo bờ hồ Baikal

Baikal có một số hoạt động du lịch khác nhau, tùy theo mùa. Nói chung, Baikal có hai mùa du lịch hàng đầu. Mùa đầu tiên là mùa đông, thường bắt đầu vào giữa tháng 1 và kéo dài đến giữa tháng 4. Trong mùa này, độ dày của lớp băng trên hồ tăng lên tới 140 cm, cho phép lái xe an toàn trên lớp băng (trừ các phương tiện hạng nặng, như xe buýt du lịch). Điều này cho phép du khách nhìn của băng được hình thành tại các bờ đá của đảo Olkhon, bao gồm Mũi Hoboy, đá Three Brothers và các hang động ở phía Bắc Khuzhir. Du khách cũng có thể đi vào các hòn đảo nhỏ như Đảo Ogoy và Zamogoy.
Bản thân băng có độ trong suốt ở độ dày một mét, có các kiểu kẽ hở và âm thanh khác nhau. Đó là lý do tại sao mùa này là phổ biến để đi bộ đường dài, đi bộ trên băng, trượt băng và đi xe đạp. Một tuyến đường băng quanh Olkhon là khoảng 200 km. Một số khách du lịch có thể phát hiện hải cẩu Baikal dọc theo tuyến đường. Các doanh nhân địa phương cung cấp chỗ nghỉ qua đêm bằng lều tròn Yurt trên băng. Cũng trong mùa này thu hút khách đi câu cá trên băng. Hoạt động này phổ biến nhất ở phía Buryatia của Baikal (Ust-Barguzin). Những người không phải là ngư dân có thể thử đặc sản cá tươi ở hồ Baikal trong các chợ địa phương ở các ngôi làng lân cận (Listvyanka, Ust-Barguzin).
Mùa băng kết thúc vào giữa tháng Tư. Do nhiệt độ ngày càng tăng, băng bắt đầu tan và trở nên mỏng và dễ vỡ, đặc biệt là ở những nơi có dòng chảy dưới băng mạnh. Xe cộ và người nếu đi qua hồ có thể sụp dưới lớp băng. Điều này dẫn đến nhiều thương vong hàng năm.

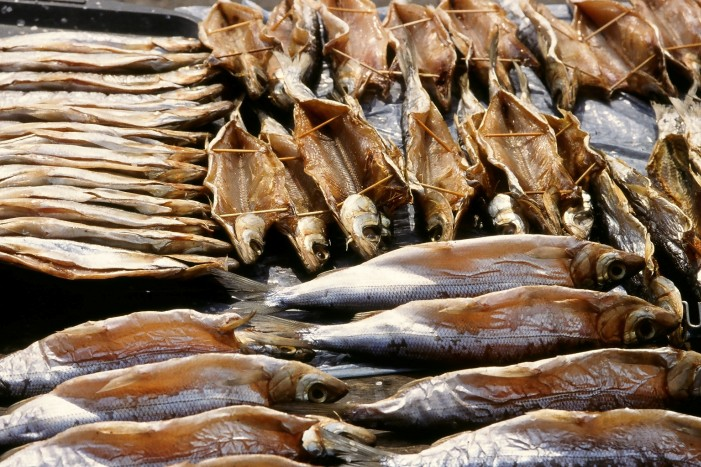
Cá hồi trắng Omul (Coregonus migratorius) là loài đặc hữu của hồ Baikal, và là một nguồn lợi nhuận của người dân địa phương.

Mùa du lịch thứ hai là mùa hè, cho phép khách du lịch khám phá thiên nhiên Baikal nhiều hơn. Những con đường mòn đi bộ trở nên mở, nhiều trong số chúng băng qua hai dãy núi: dãy núi Baikal ở phía tây và dãy Barguzin ở phía đông của Baikal. Con đường mòn phổ biến nhất bắt đầu ở Listvyanka và đi dọc theo bờ biển Baikal đến Bolshoye Goloustnoye. Tổng chiều dài của tuyến đường là 55 km, nhưng phần lớn khách du lịch thường chỉ đi bộ qua một phần của nó - một đoạn dài 25 km đến Bolshie Koty. Nó có mức độ khó thấp hơn và có thể an toàn cho những người không có kỹ năng và thiết bị đặc biệt.
Các tàu du lịch nhỏ hoạt động trong khu vực, giúp du khách có cơ hội xem chim chóc và các động vật khác (đặc biệt là hải cẩu Baikal) cũng như câu cá. Nước trong hồ rất lạnh ở hầu hết các nơi (không vượt quá 10 °C trong cả năm), nhưng ở một số vịnh như Chivirkuy, du khách có thể thoải mái khi bơi.
Ngôi làng đông dân nhất của Olkhon Khuzhir là một điểm đến du lịch sinh thái. Baikal luôn được ưa chuộng ở Nga và các nước thuộc Cộng đồng các Quốc gia Độc lập, nhưng trong vài năm qua Baikal đã chứng kiến một lượng du khách đến từ Trung Quốc và Châu Âu.

## Vấn đề môi trường

### Nhà máy sản xuất giấy và bột giấy Baykalsk

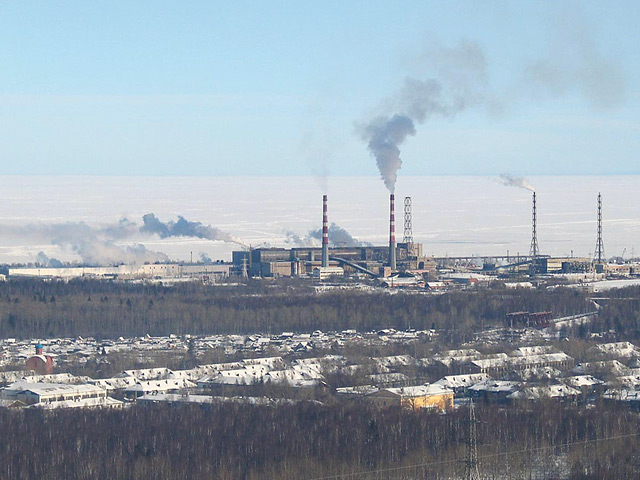
Nhà máy sản xuất giấy Baykalsk năm 2008, 5 năm trước khi đóng cửa.

Nhà máy sản xuất giấy và bột giấy Baykalsk được xây dựng vào năm 1966 nằm trực tiếp bên bờ hồ Baikal. Nó sử dụng Clo để tẩy trắng và chất thải đổ trực tiếp vào hồ. Quyết định xây dựng nhà máy trên hồ Baikal đã dẫn đến sự phản đối mạnh mẽ từ các nhà khoa học Liên Xô. Theo họ, nước siêu tinh khiết của hồ là một nguồn tài nguyên quan trọng và nên được sử dụng cho sản xuất hóa chất sáng tạo, ví dụ như sản xuất sợi tổng hợp viscose chất lượng cao cho ngành hàng không và vũ trụ. Các nhà khoa học Liên Xô cảm thấy rằng việc thay đổi chất lượng nước của hồ Baikal là không hợp lý khi bắt đầu sản xuất giấy trên bờ. Vị trí của nhà máy cũng là nơi cần thiết để bảo tồn các loài sinh vật địa phương đặc hữu và duy trì khu vực xung quanh hồ Baikal như một khu giải trí. Tuy nhiên, sự phản đối của các nhà khoa học Liên Xô vấp phải sự phản đối từ hành lang công nghiệp và chỉ sau nhiều thập kỷ phản đối, nhà máy mới bị đóng cửa vào tháng 11 năm 2008 do không có lợi nhuận. Nhưng vào ngày 4 tháng 1 năm 2010, việc sản xuất đã được tiếp tục. Cuối năm đó, vào ngày 13 tháng 1 năm 2010, Tổng thống Liên bang Nga Vladimir Putin đã đưa ra những thay đổi trong việc hợp pháp hóa hoạt động của nhà máy; hành động này đã mang lại một làn sóng phản đối từ các nhà sinh thái học và cư dân địa phương. Những thay đổi này dựa trên quyết tâm của Tổng thống Putin thông qua xác minh trực quan về tình trạng của hồ Baikal từ một chiếc tàu ngầm thu nhỏ, "Tôi có thể nhìn thấy bằng mắt của mình - và các nhà khoa học có thể xác nhận - Baikal đang ở trong tình trạng tốt và thực tế không có ô nhiễm". Mặc dù vậy, vào tháng 9 năm 2013, nhà máy đã trải qua một vụ phá sản cuối cùng với việc 800 công nhân cuối cùng dự kiến sẽ phải nghỉ làm vào ngày 28 tháng 12 năm 2013. Vào ngày nhà máy đóng cửa 28 tháng 12 năm 2013, Chính phủ Nga đã công bố kế hoạch xây dựng Trung tâm triển lãm của Khu bảo tồn thiên nhiên Nga thay cho nhà máy giấy đã đóng cửa.

### Đường ống dẫn dầu Đông Siberia-Thái Bình Dương

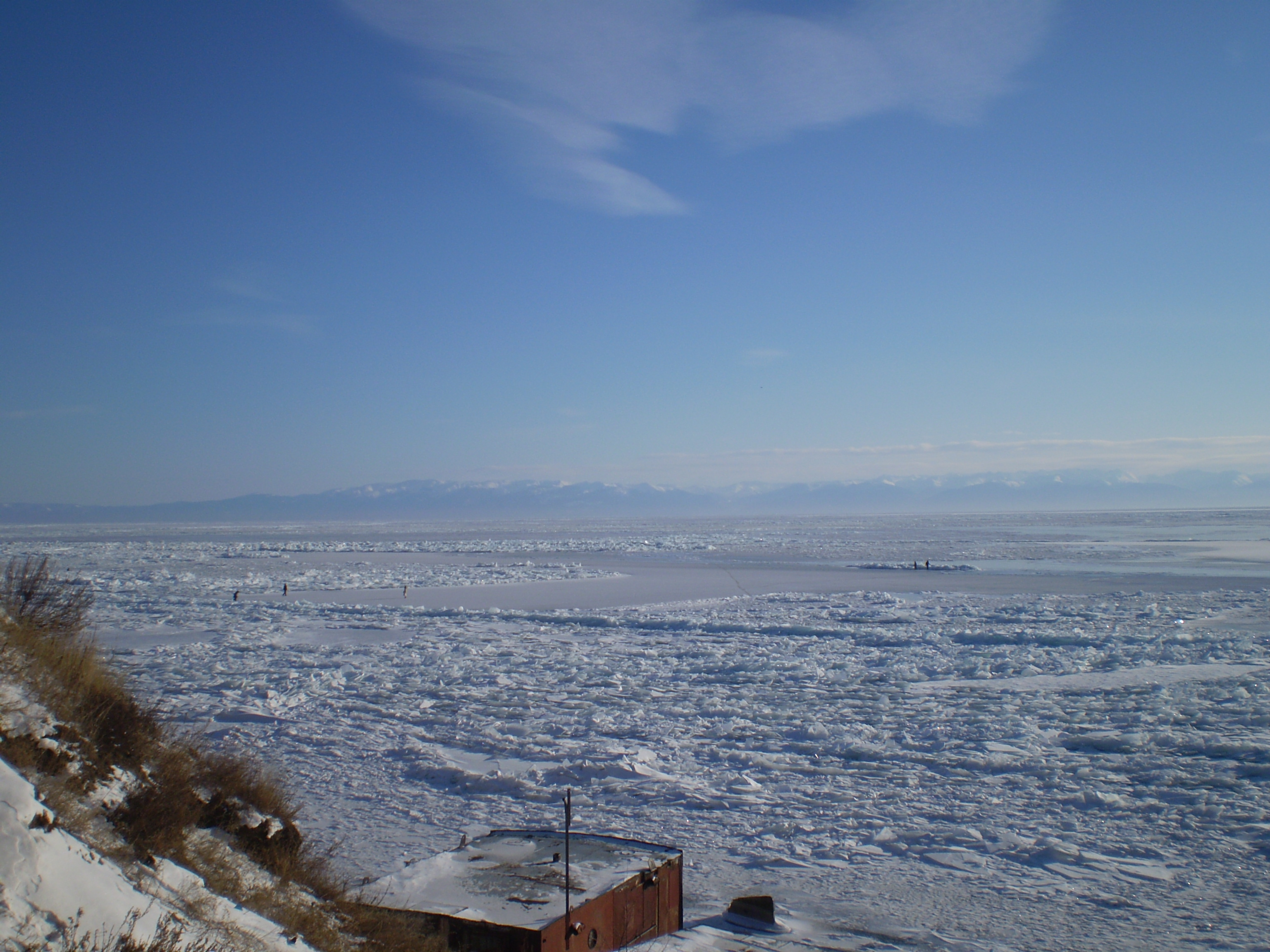
Hồ Baikal vào mùa đông, nhìn từ khu nghỉ mát ở Listvyanka. Lớp băng vào mùa đông đủ dày để hỗ trợ cho người đi bộ qua hồ và xe trượt tuyết.

Công ty nhà nước về đường ống dẫn dầu Transneft đã lên kế hoạch xây dựng một đường ống chính có thể nằm trong phạm vi 800 m (2.600 ft) từ bờ hồ, trong một khu vực có hoạt động địa chấn đáng kể. Các nhà hoạt động môi trường ở Nga, tổ chức Hòa bình xanh, công dân địa phương là những người phản đối mạnh mẽ kế hoạch này do khả năng xảy ra sự cố tràn dầu có thể gây thiệt hại đáng kể cho môi trường. Theo chủ tịch của Transneft, nhiều cuộc họp với người dân sống tại khu vực bờ hồ đã được tổ chức tại các thị trấn dọc theo tuyến đường, đặc biệt là ở Irkutsk. Transneft đồng ý thay đổi kế hoạch của mình khi Tổng thống Nga Vladimir Putin ra lệnh cho công ty xem xét một tuyến đường thay thế nằm cách 40 kilômét (25 mi) về phía bắc để tránh những rủi ro sinh thái như vậy. Transneft sau đó đã quyết định di chuyển đường ống ra khỏi khu vực hồ Baikal, và do đó nó sẽ không đi qua bất kỳ khu bảo tồn thiên nhiên liên bang hay nhà nước cộng hòa nào cả. Công việc bắt đầu với đường ống thay thế chỉ hai ngày sau khi Tổng thống Putin đồng ý.

### Trung tâm làm giàu Uranium
Năm 2006, chính phủ Nga đã công bố kế hoạch xây dựng trung tâm làm giàu uranium quốc tế đầu tiên trên thế giới tại một cơ sở hạt nhân hiện có ở Angarsk, một thành phố trên sông Angara cách bờ hồ 95 km (59 dặm) về phía hạ lưu. Các nhà phê bình và nhà hoạt động môi trường cho rằng nó sẽ là một thảm họa cho khu vực và đang thúc giục chính phủ xem xét lại.
Sau khi làm giàu, chỉ 10% vật liệu phóng xạ sẽ được xuất khẩu cho khách hàng quốc tế còn 90% sẽ được lưu trữ gần khu vực hồ Baikal dưới dạng Chất thải phóng xạ có chứa các nguyên tố phóng xạ độc hại. Nếu được bảo quản không đúng cách, nó có khả năng gây nguy hiểm cho con người và có thể gây ô nhiễm nguồn nước sông hồ. Một trung tâm làm giàu đã được xây dựng vào những năm 2010.

### Nhà máy nước đóng chai của Trung Quốc
Công ty AquaSib thuộc sở hữu của Trung Quốc đã mua đất dọc theo hồ và bắt đầu xây dựng một nhà máy nước đóng chai và đường ống dẫn ở thị trấn Kultuk. Mục tiêu của công ty này là xuất khẩu 190 triệu lít nước sang Trung Quốc mặc dù lưu vực hồ đã phải đối mặt với mực nước thấp trong lịch sử. Điều này đã thúc đẩy các cuộc biểu tình của người dân địa phương rằng hồ Baikal sẽ bị rút cạn nước. Tại thời điểm đó, chính quyền địa phương đã phải tạm dừng các kế hoạch để chờ kết quả phân tích.

### Mối đe dọa khác
Theo The Moscow Times và Vice, các loài tảo xâm lấn phát triển mạnh trong hồ từ hàng trăm tấn chất thải lỏng bởi khách du lịch và hàng năm có đến 25.000 tấn chất thải lỏng được xử lý hàng năm bởi các tàu địa phương.